# Companhia Brasileira de Material Ferroviário
A Companhia Brasileira de Material Ferroviário (COBRASMA) (B3: CBMA3, CBMA4) foi uma empresa privada do Grupo Vidigal, responsável pela fabricação de grande parte do material rodante ferroviário brasileiro. No seu auge, chegou a possuir quase 6900 funcionários e faturar anualmente mais de 200 milhões de dólares. Após uma grave crise, encerrou suas atividades fabris em maio de 1998 com uma dívida de aproximadamente 600 milhões de reais.

## História
Com a Segunda Guerra Mundial as ferrovias brasileiras sofreram com a falta de peças e insumos para a sua manutenção, que eram importadas dos países envolvidos no conflito e que agora voltavam suas indústrias para o esforço de guerra. Em 1941 o estado de São Paulo possuía uma malha ferroviária de 7388 quilômetros de extensão, 2162 locomotivas, 33934 vagões de carga e 2319 carros de passageiros.
A cada ano de guerra, o risco de colapso dessa malha ferroviária por falta de peças crescia. Em 1942 o governo dos Estados Unidos enviou ao Brasil uma missão técnica chefiada por Morris Llewellyn Cooke (1872-1960), com objetivos de estudar e incentivar a indústria brasileira a produzir o que o país habitualmente importava. Isso seria realizado através de projetos e serviços prestados por empresas estadunidenses para ampliar as bases locais para o esforço de guerra.
Com o incentivo da Missão Cooke, um grupo de industriais liderado por Gastão Vidigal  que se reuniu em  21/07/1943 com executivos de produção industrial , banqueiros, diretores de estrada de fero, e industriais para elaboração de um primeiro projeto de fabricação de material ferroviário no Brasil. A proposta foi aprovada em razão do desgaste e dificuldades de reposição de  equipamentos importados 100%,   que era utilizado desde o período da segunda guerra mundial, além do aumento do trafego. O projeto previa a produção de 250 por mês  e peças de reposição. A empresas já operava com produção de aço, laminação, forjaria, tratamento e fabricação de aços-liga. No começo da produção de vagões, o conhecimento técnico era fornecido pela empresa norte-americana American Steel Foundires  . 
No início da década de 1940,  Cobrasma as instalações se concretizam mediante contratos com grandes empresas norte americanaspara representação e também mediante o uso de suas patentes para fabricação de produtos ferroviários , como a empresa American Steel Foundires, que detinha a tecnologia de produção de truques. engates, aparelhos de choque, tração. Outra grande empresa foi a General Railway Signal Company que fabricava equipamentos de sinalização automática para estrada de ferro, passando a ser considerada então a maior  unidade de fundição de aço na américa Latina. 
Outro contrato importante foi com outra empresa norte-americana a Whiting Corporation, que fabricava guindaste e macacos para locomotivas e vagões , mesas giratórias, guinchos, pontes rolantes e outras especialidades.  uma das operações na década 1940 foi a produção de 594vagões de aço destinado ao Departamento Nacional de Estrada de Ferro. 
Por conta de sua constituição acionária, a nova empresa acabou absorvendo terrenos e instalações da Companhia Paulista de Material Ferroviário (Comaf) existente no então bairro de Osasco, que havia falido havia muitos anos.
| Acionista                                              | Porcentagem |
| ------------------------------------------------------ | ----------- |
| Companhia Paulista de Estradas de Ferro                | 25%         |
| Companhia Mogiana de Estradas de Ferro                 | 25%         |
| Companhia Siderúrgica Belgo-Mineira                    | 12,5%       |
| Grupo Monteiro Aranha                                  | 7,5%        |
| Hime Comércio e Indústria S.A.                         | 3,25%       |
| Klabin Irmãos e Cia.                                   | 2,75%       |
| Companhia Central De Administração e Participações     | 2,5%        |
| Construtora de Imóveis S/A-Casa Bancária               | 2,25%       |
| Votorantim S.A.                                        | 1,37%       |
| Siderúrgica Barra Mansa                                | 1,37%       |
| Indústrias Reunidas Fábricas Matarazzo                 | 1,37%       |
| Companhia Itaquerê, Industrial, Agrícola e Imobiliária | 1,37%       |
| Companhia Mecânica e Importadora de São Paulo          | 0,75%       |
| Companhia Siderúrgica Nacional                         | 0,62%       |
| Estrada de Ferro Sorocabana                            | 0,5%        |
| Companhia Estrada de Ferro do Dourado                  | 0,5%        |
| General Electric                                       | 0,5%        |
| Demais acionistas                                      | 10,9%       |
| Total                                                  | 100%        |

Em 1947, a Cobrasma tornou-se a principal acionista da empresa  Fomasa - Forjas Nacionais S/A e em junho de 1948 a empresa iniciava  a produção de aço e ferro com um padrão técnico bem desenvolvido. 

Em 1987, causou fortes prejuízos a investidores ao colocar no mercado ações no valor de 108,1 milhões de reais, estimulada por projeções irreais de lucro levando a perdas  os três bancos coordenadores (Bradesco, Crefisul e Banco de Crédito Nacional, 124 instituições financeiras e milhares de pequenos e médios investidores. O processo depois causou polêmica ao ser arquivado pelo juiz João Carlos da Rocha Mattos em 1999.
Em 1998, depois de vários pedidos de concordata, encerrou suas atividades.

## Produtos

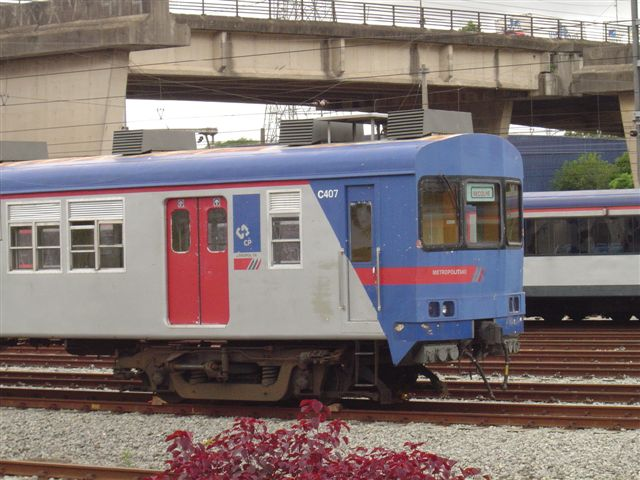
TUE Série 400 fabricado pela Cobrasma em conjunto com a FNV.

### Ferroviários

#### Vagões de carga
A Cobrasma iniciou sua produção em junho de 1946, montando vagões de carga construídos nos Estados Unidos pela empresa Pressed Steel Car Company para a Estrada de Ferro Noroeste do Brasil. Seus primeiros vagões foram fabricados em 1948. Até 1992, quando encerrou sua produção de vagões de carga de diversos tipos, a Cobrasma fabricou 14879 vagões em suas fábricas em Osasco e em Sumaré/Hortolândia (à partir de 1979) :
| Ano   | Quantidade | Ano  | Quantidade | Ano  | Quantidade |
| ----- | ---------- | ---- | ---------- | ---- | ---------- |
| 1948  | 27         | 1963 | 375        | 1978 | 1252       |
| 1949  | 0          | 1964 | 134        | 1979 | 125        |
| 1950  | 144        | 1965 | 160        | 1980 | 346        |
| 1951  | 291        | 1966 | 150        | 1981 | 212        |
| 1952  | 268        | 1967 | 179        | 1982 | 318        |
| 1953  | 234        | 1968 | 60         | 1983 | 450        |
| 1954  | 363        | 1969 | 465        | 1984 | 196        |
| 1955  | 573        | 1970 | 147        | 1985 | 406        |
| 1956  | 452        | 1971 | 258        | 1986 | 435        |
| 1957  | 324        | 1972 | 451        | 1987 | 36         |
| 1958  | 433        | 1973 | 1043       | 1988 | 349        |
| 1959  | 25         | 1974 | 933        | 1989 | 0          |
| 1960  | 80         | 1975 | 1472       | 1990 | 50         |
| 1961  | 66         | 1976 | 1038       | 1991 | 0          |
| 1962  | 50         | 1977 | 360        | 1992 | 314        |
| Total | 14879      |      |            |      |            |

#### Carros de passageiros

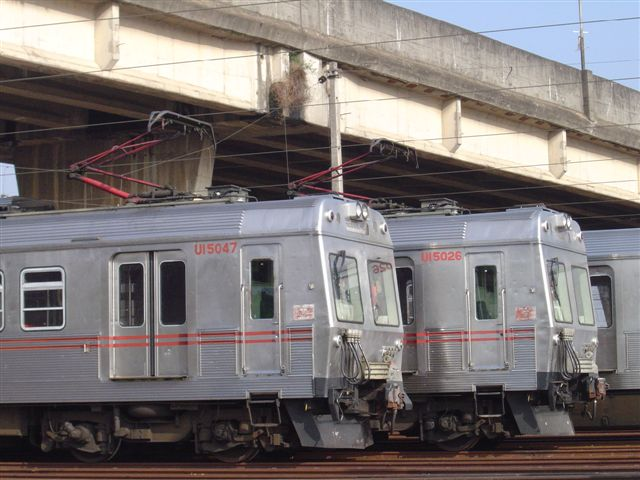
TUE Série 5000(originalmente série 9000 da FEPASA) foi fabricado pela Cobrasma-Osasco entre 1978 e 1980.

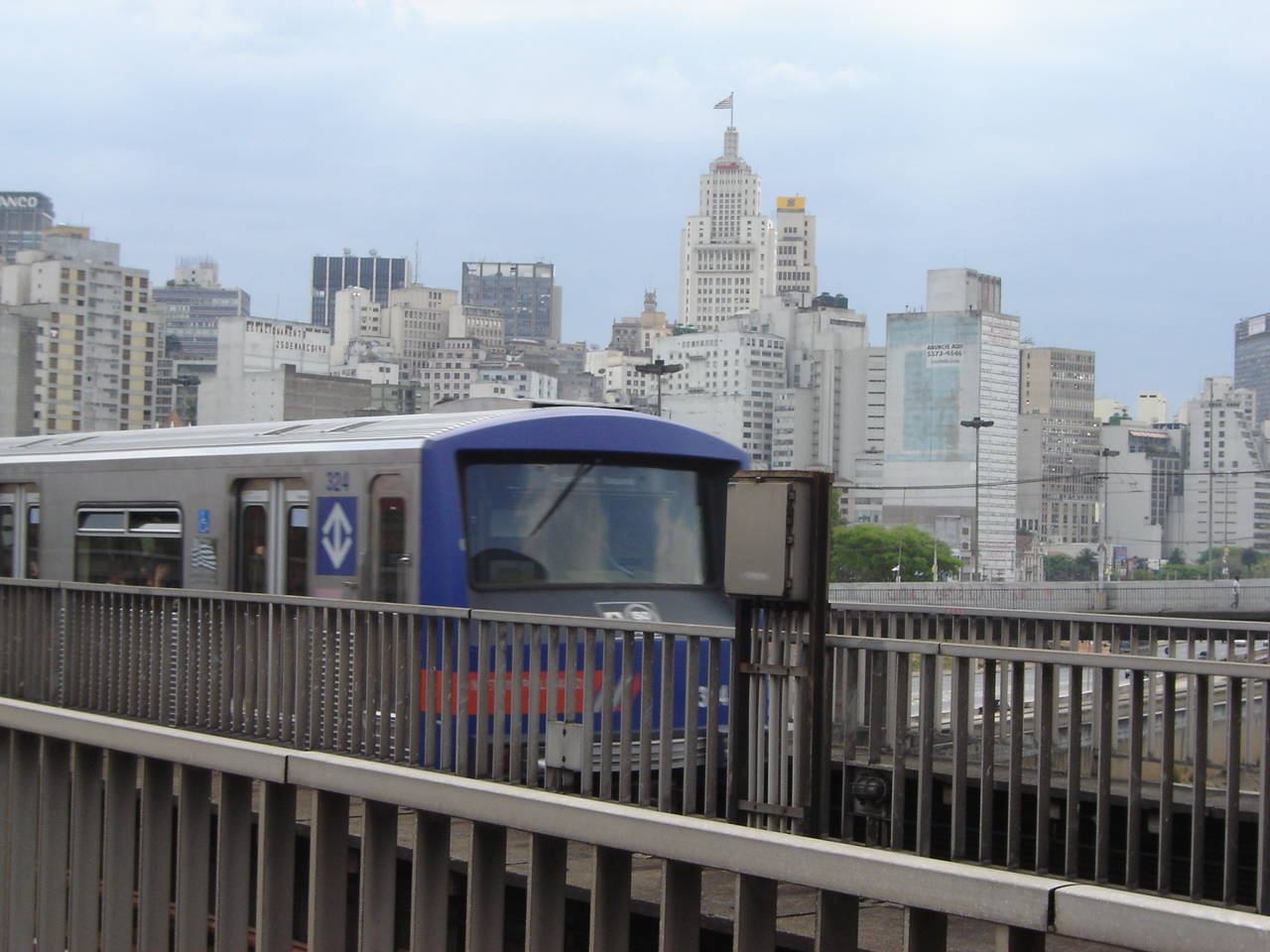
Os trens da linha 3- vermelha foram fabricados pelas duas fábricas da Cobrasma em Osasco e Sumaré.

Diferentemente dos vagões de carga (fabricados desde o início de suas operações), os primeiros carros de passageiros foram construídos pela Cobrasma apenas em 1957 ao se associar com a FNV e a Santa Matilde para fabricar os carros reboque de aço carbono da Série 200 da EFCB. Para tentar manter a produção ativa por mais tempo, a Cobrasma tentou concorrer ao fornecimento de 90 carros para a Estrada de Ferro Santos – Jundiaí. A proposta nem chegou a ser apresentada por conta da Rede Ferroviária Federal (controladora da Santos Jundiaí) exigir a fabricação dos carros em aço inoxidável. Naquela época apenas a Mafersa dominava o processo, tornado-a única qualificada para a concorrência. Posteriormente a Cobrasma, FNV e Santa Matilde denunciaram o direcionamento da concorrência para a Mafersa por parte do presidente da RFFSA (que era ao mesmo tempo acionista e diretor da Mafersa), gerando o caso Mafersa (que terminou inconclusivo).
A Cobrasma só voltou a fabricar carros de passageiros apenas em 1965, quando se associou novamente com a FNV e Santa Matilde para fabricarem 300 carros da Série 400 da EFCB. Somente em 1975, quando se associou ao grupo francês Francorail e adquirindo deste uma licença de fabricação de carros em aço inoxidável que a Cobrasma passou a fabricar carros de passageiros com maior regularidade até 1987, quando o último carro em aço inoxidável foi entregue para o metrô de Belo Horizonte.

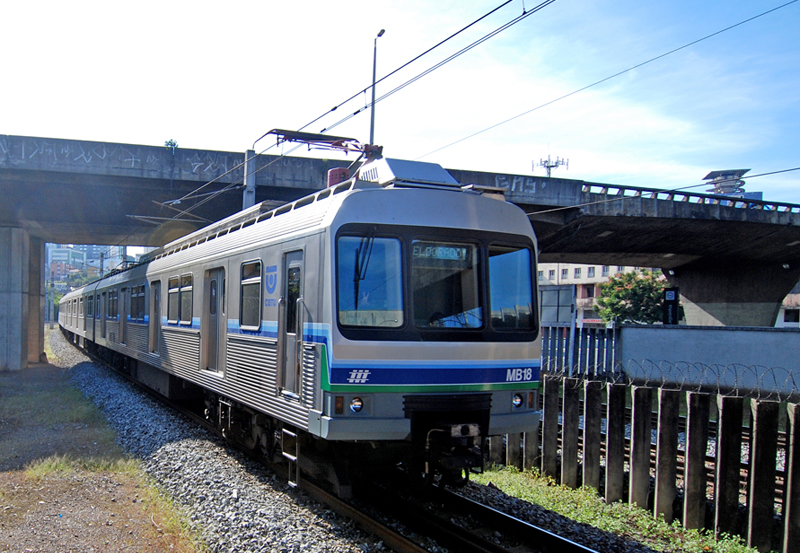
Trem da Série 900 do Metrô de Belo Horizonte, fabricado pela Cobrasma em parceria com a Francorail/MTE

A fabricação de carros foi encerrada em 1991, quando os últimos 6 carros (de VLT) foram concluídos. Apesar de ter fabricados carros para trens-unidade, a Cobrasma nunca fabricou carros de passageiros para trens de longo percurso (cujo mercado era dominado pela Mafersa, FNV e Santa Matilde). 
| Ano   | Quantidade | Ano  | Quantidade |
| ----- | ---------- | ---- | ---------- |
| 1957  | 6          | 1982 | 88         |
| 1959  | 30         | 1983 | 78         |
| 1965  | 9          | 1984 | 38         |
| 1966  | 39         | 1985 | 60         |
| 1967  | 51         | 1986 | 48         |
| 1979  | 144        | 1987 | 12         |
| 1980  | 104        | 1990 | 2          |
| 1981  | 106        | 1991 | 6          |
| Total | 821        |      |            |

### Ônibus

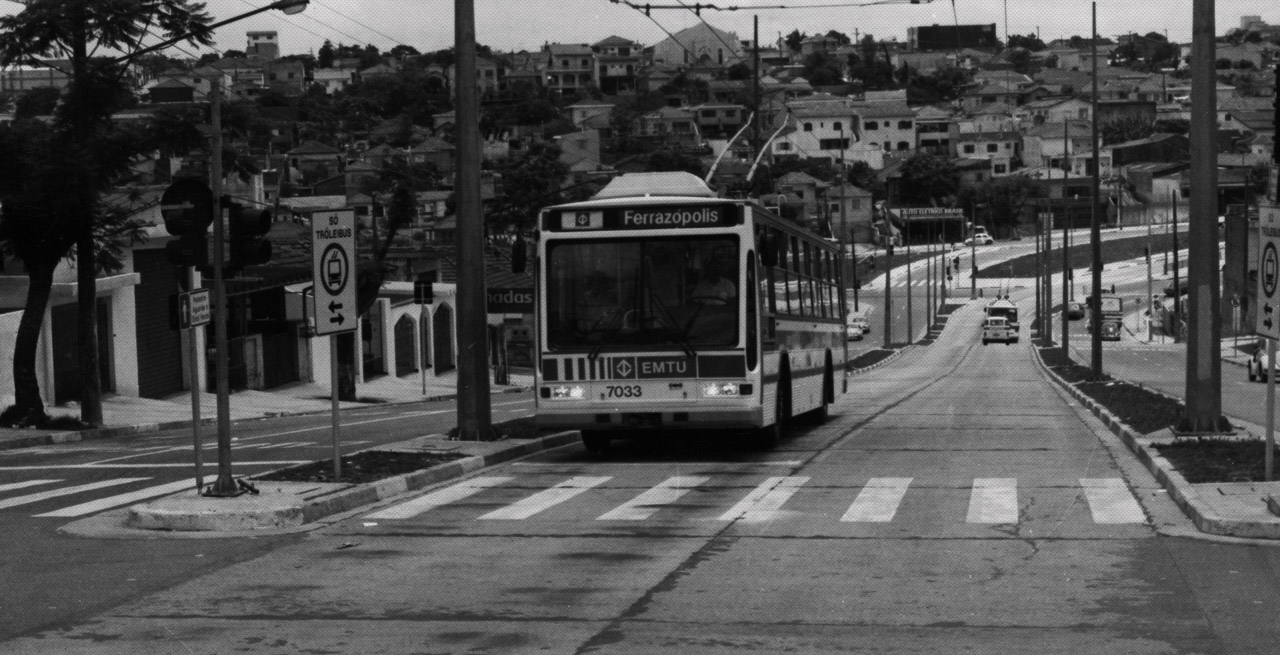
Um dos 46 trólebus fabricados pela Cobrasma para o Metrô circulando no recém inaugurado Corredor Metropolitano São Mateus–Jabaquara, 1988.

Durante a década de 1980 ocorreram crises econômicas, culminando na Década perdida, derrubando as encomendas de equipamentos ferroviários. Assim, numa tentativa de diversificar sua produção, a Cobrasma passou a construir ônibus e trólebus de aço inoxidável.
Entre 1983 e 1986 a empresa contratou o escritório de design Grupo Associado de Pesquisa e Planejamento Ltda (GAPP). A equipe do GAPP, integrada pelo designer João Gomes Filho, desenvolveu o modelo rodoviário Trinox. Apesar de o projeto ter sido bem sucedido, a fabricação sofreu com a falta de expertise da Cobrasma na construção de veículos rodoviários (gerando defeitos de fabricação e falta de confiabilidade), a queda nas vendas de ônibus e o alto custo do Trinox por empregar aço inoxidável em sua estrutura. Posteriormente a empresa lançou outros produtos como os CX-201, 202, 301 e 302. Entre 1987 e 1989 foram fabricados 428 ônibus rodoviários pela Cobrasma (a maior parte do modelo CX-201).
A produção de trólebus foi incipiente, registrando 46 veículos vendidos para a Companhia do Metropolitano de São Paulo e 2 para a  Companhia Trólebus Araraquara, fabricados entre 1987 e 1989. Em 1986 a prefeitura de São Paulo, por meio da CMTC, anunciou um projeto de aquisição de trólebus articulados. A Cobrasma se associou com a Mafersa mas o projeto acabou cancelado.
Em 1990 a fabricação de ônibus pela empresa foi encerrada por falta de viabilidade econômica, com 476 veículos construídos. No auge de sua produção, alcançou apenas 5% do mercado de fabricação de ônibus. O investimento no mercado de ônibus agravou a situação financeira da empresa.
| Ano   | Rodoviário | Trólebus |
| ----- | ---------- | -------- |
| 1987  | 101        | N/D      |
| 1988  | 159        | 13       |
| 1989  | 168        | 8        |
| 1990  | N/D        | 27       |
| Total | 428        | 48       |

### Fundição
Diferente de outras empresas do mercado, que compravam peças das fundições existentes, a Cobrasma foi projetada para contar com uma fundição desde o início. Projetada pela American Steel Foundries, a fundição de aço e ferro da Cobrasma era a maior da América Latina naquele momento. Iniciou suas atividades em 1948 e produziu peças para o mercado nacional e exportação de forma contínua até outubro de 1994, quando encerrou suas atividades. Sua produção se intensificou à partir da década de 1950 quando o governo federal incentivou a implantação da indústria automobilística no país, sofreu uma queda em 1968 durante a grande greve da empresa e atingiu seu auge no rescaldo do Milagre Econômico.
| Ano   | Quantidade | Ano  | Quantidade | Ano  | Quantidade |
| ----- | ---------- | ---- | ---------- | ---- | ---------- |
| 1948  | 1385       | 1963 | 12290      | 1978 | 20669      |
| 1949  | 5411       | 1964 | 11440      | 1979 | 23114      |
| 1950  | 5845       | 1965 | 11343      | 1980 | 27407      |
| 1951  | 5819       | 1966 | 11917      | 1981 | 18082      |
| 1952  | 7649       | 1967 | 10189      | 1982 | 12935      |
| 1953  | 5749       | 1968 | 9217       | 1983 | 8461       |
| 1954  | 9827       | 1969 | 11971      | 1984 | 14972      |
| 1955  | 8873       | 1970 | 14016      | 1985 | 21556      |
| 1956  | 10479      | 1971 | 13811      | 1986 | 25176      |
| 1957  | 11194      | 1972 | 13434      | 1987 | 16114      |
| 1958  | 9894       | 1973 | 23080      | 1988 | 14123      |
| 1959  | 8802       | 1974 | 27687      | 1989 | 15153      |
| 1960  | 11263      | 1975 | 26948      | 1990 | 13639      |
| 1961  | 11243      | 1976 | 29068      | 1991 | 10504      |
| 1962  | 11684      | 1977 | 22058      | 1992 | 10818      |
|       |            |      |            | 1993 | 10387      |
|       |            |      |            | 1994 | 7400       |
| Total | 644096     |      |            |      |            |

## Movimento sindical
Em 1962 os operários fundaram a Comissão de Fábrica da Cobrasma, atuando como representante dos mais de 2500 operários da empresa. Apesar disso, a comissão não foi oficialmente reconhecida pela família Vidigal, controladora da fábrica.Até então representados pelo Sindicato dos Metalúrgicos de São Paulo, os operários da Cobrasma e das demais empresas da região resolvem se organizar e em 1963 lançam o Sindicato dos Metalúrgicos de Osasco e região. Em novembro daquele ano ocorre a primeira grande greve na Cobrasma, buscando melhores salários e condições de trabalho.
Com o golpe de estado de 1964, o regime militar destituiu e prendeu as lideranças sindicais de Osasco. Ao mesmo tempo, os militares tentaram colocar no comando do sindicato lideranças inofensivas e ou colaboradoras do regime. Em 1967 os trabalhadores votaram maciçamente na chapa de oposição, comandada pelo jovem operário da Cobrasma José Ibrahim, que foi eleito presidente do sindicato. Ibrahim era a liderança do movimento de esquerda sindical radical, o que colocou o sindicato e a Cobrasma na mira dos órgãos de repressão.
Em 16 de julho de 1968 um jovem operário da Cobrasma morreu queimado após um acidente de trabalho na forjaria da empresa. Causado por más condições de trabalho, o acidente parou a fábrica e se tornou o estopim para a Greve. Ibrahim liderou uma paralisação reivindicando:
- reajuste salarial de 35%,
- o reconhecimento das comissões de fábrica,
- a garantia de que nenhum membro das comissões seria demitido
- equipamentos de proteção individual e coletiva
- o fim do arrocho salarial

A resposta dos proprietários da Cobrasma foi acionar as autoridades para reprimir a greve e prender suas lideranças. Empregando o foquismo, Ibrahim e seus colegas espalharam a greve para outras empresas de Osasco, ampliando o tamanho do movimento e dificultando as ações do regime. Como medida extrema, foram mobilizados soldados da guarnição de Quitaúna para repelir a greve nas empresas. Cerca de cem operários da Cobrasma se entrincheiraram dentro da fábrica, desafiando os soldados. Ao tentar ingressar na fábrica na madrugada de 17 de julho, a cavalaria sofreu várias baixas. Os operários espalharam cavacos de aço no pátio que feriram as patas dos cavalos, que caíam e derrubavam suas montarias. Dentro da fábrica, os operários destruíram o sistema de iluminação, fazendo com que os soldados tropeçassem em máquinas, peças e produtos químicos e caíssem, ferindo-se. Ainda assim, na manhã do dia 17, a fábrica havia sido retomada e a maioria dos operários presa. Entre os presos encontrava-se o próprio Ibrahim e o padre francês Pierre Wauthier. Apesar disso, o movimento grevista continuou por mais uma semana.